# Banja Koviljača
Banja Koviljača (em cirílico: Бања Ковиљача) é uma vila da Sérvia localizada no município de Loznica, pertencente ao distrito de Mačva, na região de Podrinje Jadar. A sua população era de 5012 habitantes segundo o censo de 2011.

## Demografia
| 1948  | 1953  | 1961  | 1971  | 1981  | 1991  | 2002  | 2011  |
| ----- | ----- | ----- | ----- | ----- | ----- | ----- | ----- |
| 2 260 | 2 960 | 4 023 | 5 199 | 5 478 | 5 516 | 6 340 | 5 012 |